# سزابولكس شون
سزابولكس شون (مواليد 27 سبتمبر 2000) هو لاعب كرة قدم مجري يلعب في مركز الجناح في نادي دالاس.